# Шемякино (Шиловский район)
Шемякино — деревня в Шиловском районе Рязанской области России. Входит в состав Занино-Починковского сельского поселения. Фактически урочище.

## Топоним
По версии михайловских краеведов И. Журкина и Б. Катагощина деревня получила свое название по фамилии землевладельца Шемякина.

## География
Деревня Шемякино расположена в пределах Окско-Донской равнины, в 45 км к северо-востоку (по прямой) от пгт Шилово, районного центра.
Ближайшие населенные пункты — села Увяз и Большие Пекселы.

## Население
| 2010 |
| ---- |
| 0    |

## История
Впервые деревня Шемякино упоминается в писцовых книгах по Касимовскому езду за 1627 г. и в жалованной грамоте царя Михаила Федоровича (1613—1645) за 1629 г. «в поместье за Даниловскою женою Огарева за вдовою за Оленою». По окладным книгам 1676 г. в деревне Шемякино значилось «крестьянских 17 дворов, бобыльских 9 дворов».
К 1891 г., по данным И. В. Добролюбова, деревня Шемякино была приписана к приходу Никольской церкви села Увяз и в ней насчитывалось 33 крестьянских двора.

## Транспорт
В 1 км к северу от деревни находится остановочный пункт «Шемякино» железнодорожной линии «Шилово — Касимов» Московской железной дороги.